# 11905 Giacometti
11905 Giacometti è un asteroide della fascia principale. Scoperto nel 1991, presenta un'orbita caratterizzata da un semiasse maggiore pari a 2,5602303 UA e da un'eccentricità di 0,1627262, inclinata di 13,28990° rispetto all'eclittica.